# Lesznowola-Pole
Lesznowola-Pole – wieś w Polsce, w województwie mazowieckim, w powiecie piaseczyńskim, w gminie Lesznowola.